# Elatostema pusillum
Elatostema pusillum là loài thực vật có hoa trong họ Tầm ma. Loài này được C.B.Clarke ex Hook.f. mô tả khoa học đầu tiên năm 1888.